# Литвак, Анатоль
Анато́ль Литва́к (англ. Anatole Litvak, до эмиграции — Анатолий Михайлович Литвак; 5 мая 1902, Киев, Российская империя — 15 декабря 1974, О-де-Сен, Иль-де-Франс, Франция) — американский кинорежиссёр и продюсер еврейского происхождения, работавший в СССР, Великобритании, Германии, Франции, США.

## Биография
Родился 5 мая 1902 года в Киеве в еврейской семье. Племянник кинопродюсера Ноя Блоха.
В 14 лет был рабочим сцены в театре в Петрограде. Изучал философию в Петроградском университете, посещал актёрскую школу, играл в спектаклях, был ассистентом режиссёра. С 1923 работал в кино, сначала ассистентом режиссёра, художником-постановщиком и сценаристом. В 1925 году снял в качестве режиссёра фильм «Татьяна».
В 1925 году покинул СССР и следующие десять лет работал в Германии, Великобритании и Франции. В Германии был монтажёром фильма Георга Вильгельма Пабста «Безрадостный переулок» (1925) и ассистентом режиссёра на многих постановках. В 1930 году стал режиссёром студии УФА.
Ещё до прихода к власти нацистов Литвак покинул Германию. Сняв один фильм в Англии, он работал во Франции. В 1937 году после большого успеха фильма «Майерлинг» (1936) получил приглашение в Голливуд и в течение 20 лет снимал фильмы на студиях Уорнер Бразерс, 20th Century Fox и других. В 1939 году поставил один из первых антинацистских фильмов — «Признания нацистского шпиона» (Confessions of a Nazi Spy).
Во время Второй мировой войны Литвак, получивший американское гражданство, служил в армии. Вместе с Фрэнком Капрой снимал документальные фильмы «Почему мы сражаемся» (Why We Fight). В 1944 году отвечал за киносъемки высадки союзников в Нормандии. Награждён многими орденами, уволен из армии в чине полковника. После войны вернулся в Голливуд, где по-прежнему пользовался репутацией крепкого ремесленника. За фильм «Битва за Россию» (Battle for Russia), который он снял по своему сценарию, подвергался преследованию в годы маккартизма.
С 1950-х Литвак все чаще работал в Европе, а с начала 1960-х жил в Париже. Умер 15 декабря 1974 года. Урна с прахом захоронена в колумбарии кладбища Пер-Лашез.

## Семья
- Первая жена (1937—1939) — Мириам Хопкинс, актриса.
- Вторая жена — Софи Литвак (урождённая фр. Simone Steur, в первом браке фр. Sophie Malgat; 1926—1979), французская модель и актриса[3].

В начале 1940-х годов состоял в романтической связи с актрисой Полетт Годдар.

## Избранная фильмография
- 1924 — Самый юный пионер
- 1925 — Татьяна
- 1930 — Долли делает карьеру / Dolly macht Karriere
- 1930 — Сиреневое сердце
- 1931 — Больше никакой любви / Nie wieder Liebe
- 1932 — Песня одной ночи / Das Lied einer Nacht (в СССР — Под чужим именем)
- 1933 — Странный старик / Cette vieille canaille
- 1935 — Экипаж / L'Équipage
- 1936 — Майерлинг / Mayerling (Венецианский кинофестиваль, номинация: Кубок Муссолини)
- 1937 — Женщина, которую я люблю / The Woman I Love
- 1937 — Товарищ / Tovarich
- 1938 — Сестры / The Sisters
- 1938 — Удивительный доктор Клиттерхаус / The Amazing Dr. Clitterhouse
- 1939 — Признания нацистского шпиона / Confessions of a Nazi Spy
- 1940 — Всё это и небо в придачу / All This And Heaven Too
- 1940 — Замок на Гудзоне / Castle on the Hudson
- 1941 — Берег в тумане / Out of the Fog
- 1941 — Блюз ночью / Blues in the Night
- 1942 — Кроме всего прочего / This Above All
- 1947 — Долгая ночь / The Long Night
- 1948 — Извините, ошиблись номером / Sorry, Wrong Number
- 1948 — Змеиная яма / The Snake Pit («Оскар» номинации: Лучший фильм и Лучший режиссёр; Венецианский кинофестиваль, номинация: «Золотой лев»)
- 1950 — Решение перед рассветом / Decision Before Dawn («Оскар», номинация: Лучший фильм)
- 1954 — Акт любви / Act of Love
- 1955 — Глубокое синее море / The Deep Blue Sea (Венецианский кинофестиваль, номинация: «Золотой лев»)
- 1956 — Анастасия / Anastasia
- 1959 — Путешествие / The Journey
- 1961 — Любите ли вы Брамса? / Goodbye Again (номинация: Золотая пальмовая ветвь Каннского кинофестиваля)
- 1962 — Пять миль до полуночи / Five Miles to Midnight
- 1967 — Ночь генералов / Night of the Generals
- 1970 — Дама в автомобиле в очках и с ружьем (англ.) / The Lady in the Car With Glasses and a Gun